# Absyrtus veridicator
Absyrtus veridicator är en stekelart som beskrevs av Aubert 1979. Absyrtus veridicator ingår i släktet Absyrtus och familjen brokparasitsteklar. Inga underarter finns listade i Catalogue of Life.